# Liviu Timar
Liviu Timar (n. 24 octombrie 1954, com. Sânger, județul Mureș) este un politician român, fost membru al Parlamentului României, ales pe listele PSD. În cadrul activității sale parlamentare, Liviu Timar a fost membru în grupurile parlamentare de prietenie cu Republica Federativă a Braziliei, Republica Libaneză și Republica Estonia.